# Łumbuszoziero (stacja kolejowa)
Łumbuszoziero (ros. Лумбушозеро, krl. Lumbušjärvi) – stacja kolejowa w miejscowości Łumbuszoziero, w rejonie miedwieżjegorskim, w Karelii, w Rosji. Położona jest na linii Wołchow - Murmańsk.